# Matt Puempel
Matthew „Matt“ Puempel (* 24. Januar 1993 in Windsor, Ontario) ist ein deutsch-kanadischer Eishockeyspieler, der zuletzt bis zum Ende der Saison 2024/25 bei den Schwenninger Wild Wings aus der Deutschen Eishockey Liga (DEL) unter Vertrag gestanden und dort auf der Position des linken Flügelstürmers gespielt hat. Zuvor absolvierte Puempel unter anderem 87 Spiele in der National Hockey League (NHL), wo er für die Ottawa Senators, New York Rangers und Detroit Red Wings auflief.

## Karriere

### Jugend

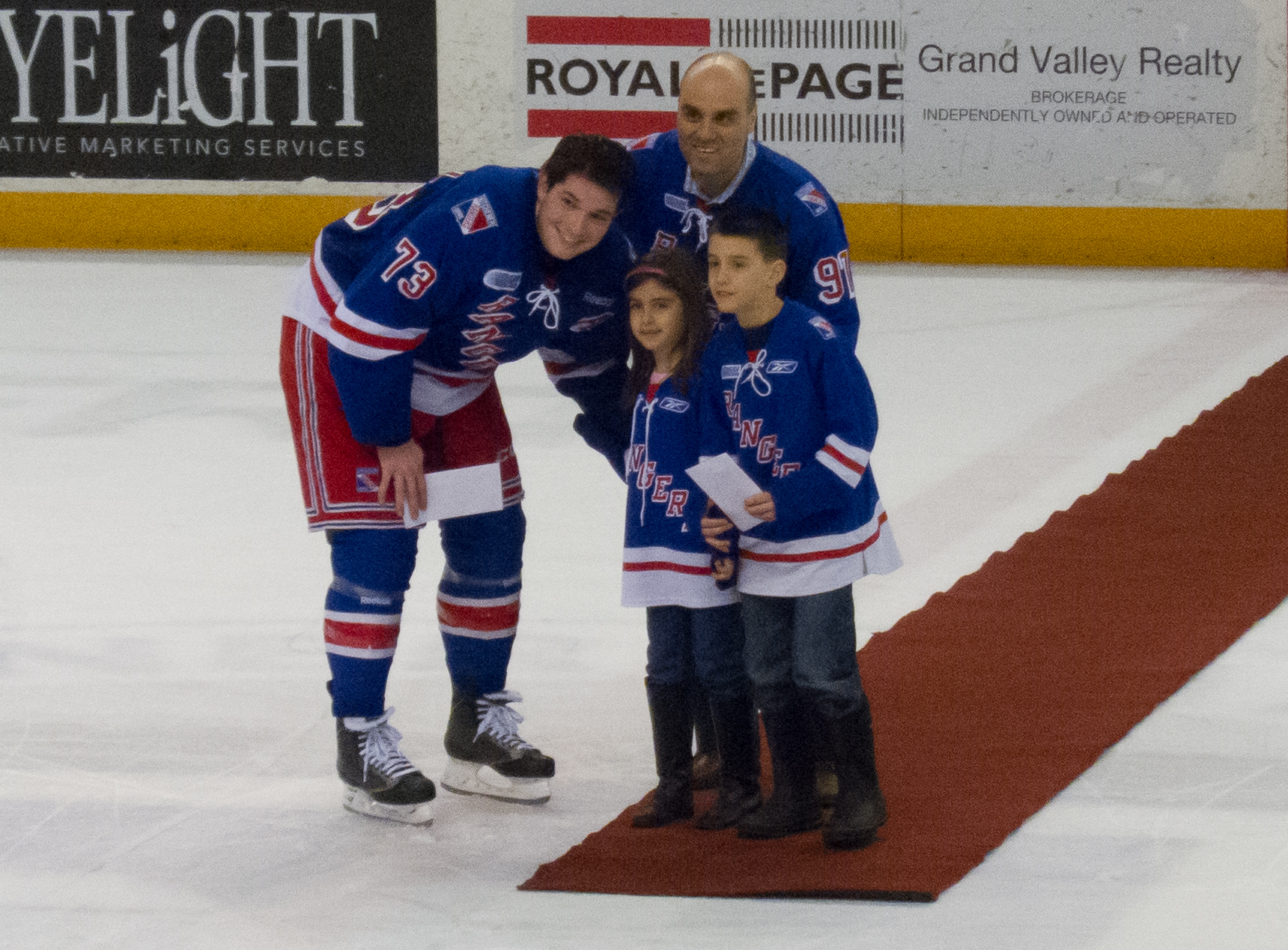
Puempel (links) im Trikot der Kitchener Rangers (2013)

Matt Puempel spielte in seiner Jugend unter anderem für die Sun County Panthers und die Windsor Junior Spitfires, bevor er in der Priority Selection 2009 der Ontario Hockey League (OHL) an sechster Position von den Peterborough Petes ausgewählt wurde. Mit Beginn der folgenden Spielzeit 2009/10 lief er somit für die Petes in der OHL auf und führte in seiner ersten Saison alle Rookies der Liga in Toren (33) und Scorerpunkten (64) an, sodass er mit dem Emms Family Award als bester Rookie ausgezeichnet sowie ins OHL First All-Rookie Team gewählt wurde. Wenig später wurde der Angreifer auch als CHL Rookie of the Year geehrt, als bester Neuling der Canadian Hockey League, dem Zusammenschluss der drei großen kanadischen Nachwuchsligen. Zudem debütierte er über den Jahreswechsel auf internationaler Ebene, als er mit dem Team Canada Ontario an der World U-17 Hockey Challenge 2010 teilnahm und dort mit der Mannschaft die Silbermedaille gewann. Im August 2010 folgte der Gewinn der Goldmedaille beim Ivan Hlinka Memorial Tournament.
Nach einer weiteren Saison in der OHL, in der er seine Leistungen aus der Rookie-Saison bestätigen konnte und zum CHL Top Prospects Game eingeladen wurde, wählten ihn die Ottawa Senators im NHL Entry Draft 2011 an 24. Position aus und nahmen ihn schließlich im Dezember 2011 unter Vertrag. Nach der OHL-Spielzeit 2011/12 wechselte Puempel dann erstmals in die Organisation der Senators und absolvierte neun Spiele in der American Hockey League (AHL) für die Binghamton Senators, das Farmteam der Ottawa Senators. Im Juni 2012 gaben die Peterborough Petes den Kanadier auf eigenen Wunsch an die Kitchener Rangers ab und erhielten im Gegenzug Zach Lorentz sowie zwei Zweitrunden-Wahlrechte. In der Folge spielte Puempel, der sich vorerst nicht im Profibereich der Senators etablieren konnte, seine letzte OHL-Saison bei den Rangers und kam dort in 51 Spielen auf 47 Scorerpunkte.

### Profibereich
Nach der OHL-Spielzeit 2012/13 wechselte Puempel fest in die Organisation der Ottawa Senators, wobei er die gesamte Saison 2013/14 in der AHL verbrachte und dort die Binghamton Senators gemeinsam mit Mike Hoffman in Toren (30) anführte. Auch die folgende Saison begann der Angreifer in Binghamton, wurde jedoch im Februar 2014 erstmals ins NHL-Aufgebot der Ottawa Senators berufen und debütierte somit wenig später in der National Hockey League (NHL). Bis zum Ende der Spielzeit kam Puempel dort auf 13 Einsätze, die er im Jahr darauf verdoppeln konnte und somit zu etwa gleichen Teilen in NHL und AHL zum Einsatz kam. Im Rahmen der Saisonvorbereitung auf die Spielzeit 2016/17 etablierte sich Puempel vorerst im Aufgebot der Senators, nachdem sein Vertrag im Sommer 2016 um ein Jahr verlängert worden war. Nach 13 Einsätzen ohne Torbeteiligung sollte er dann im November 2016 erneut in die AHL geschickt werden, wobei dies aufgrund der neuen Vertragssituation jedoch über den Waiver geschehen musste. Dabei wurde er von den New York Rangers verpflichtet. Puempel erzielte am 29. Dezember 2016 seinen ersten Karrierehattrick in der National Hockey League bei dem 6:3-Sieg der New York Rangers über die Arizona Coyotes.
Im Oktober 2017 gaben ihn die Rangers an die Detroit Red Wings ab und erhielten im Gegenzug Ryan Sproul. Von acht NHL-Partien abgesehen kam der Angreifer dort ausschließlich bei den Grand Rapids Griffins in der AHL zum Einsatz, ehe sein auslaufender Vertrag nach der Spielzeit 2019/20 nicht verlängert wurde. Anschließend wechselte Puempel erstmals nach Europa, wo er von Januar bis April 2021 für die Malmö Redhawks in der Svenska Hockeyligan auflief. Im September 2021 schloss sich der Kanadier mit deutschen Wurzeln, der damals noch nicht den deutschen Pass besaß, den Augsburger Panthern aus der Deutschen Eishockey Liga (DEL) an. Für die Panther absolvierte der Kanadier in der Saison 2022/23 verletzungsbedingt lediglich 23 Partien. In dieser Spielzeit stieg er mit der Mannschaft ebenso sportlich ab wie auch im Folgejahr. Aufgrund des fehlenden Aufsteigers blieb der Klub aber jeweils in der Liga. Zur Spielzeit 2024/25 wechselte der Deutsch-Kanadier nach drei Jahren in Augsburg für eine Spielzeit zum Ligakonkurrenten Schwenninger Wild Wings, nachdem er bereits vor der Saison 2023/24 den deutschen Pass erhalten hatte.

## Erfolge und Auszeichnungen
| - 2010 Emms Family Award - 2010 OHL First All-Rookie Team - 2010 CHL Rookie of the Year | - 2011 Teilnahme am CHL Top Prospects Game - 2018 Teilnahme am AHL All-Star Classic |

### International
- 2010 Silbermedaille bei der World U-17 Hockey Challenge
- 2010 Goldmedaille beim Ivan Hlinka Memorial Tournament

## Karrierestatistik

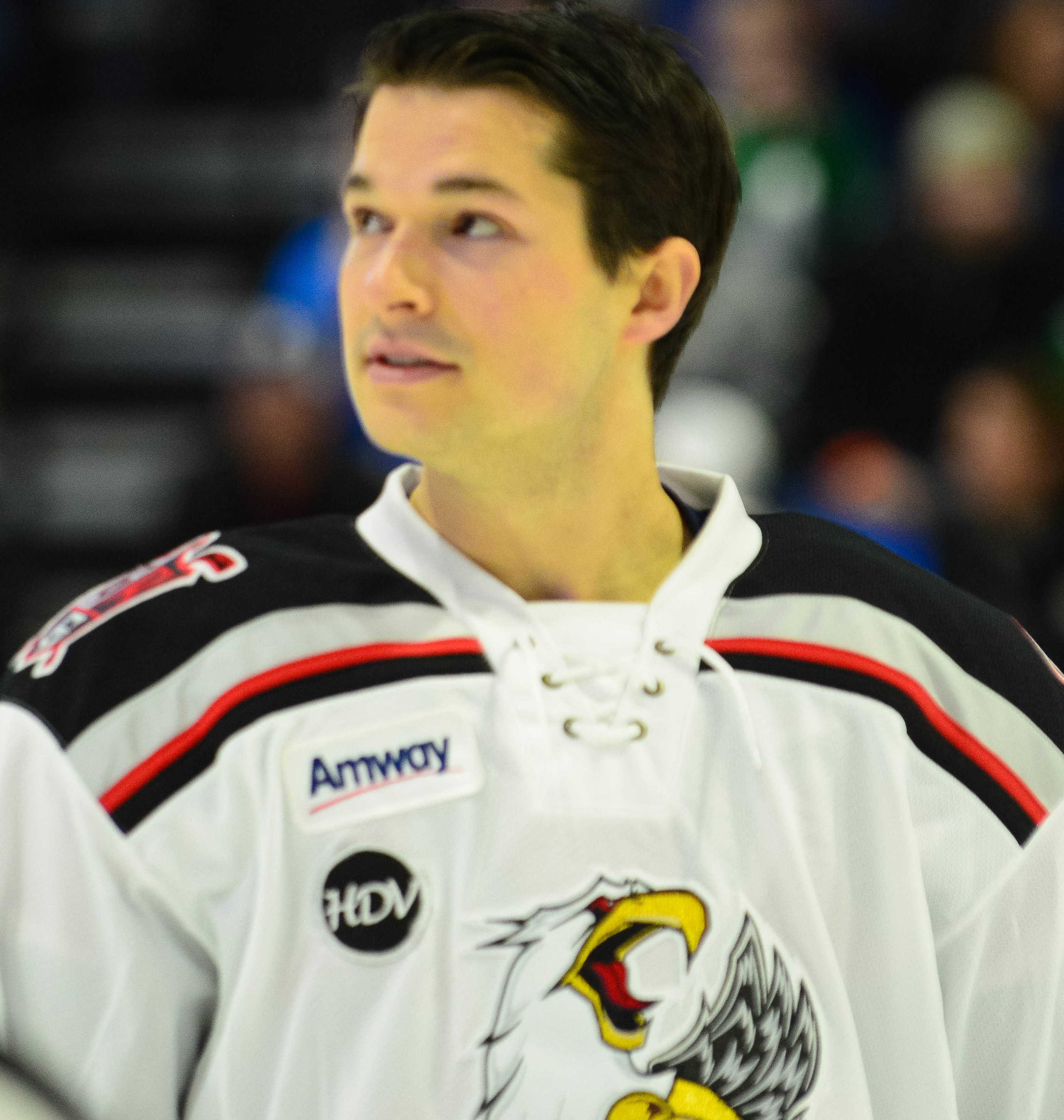
Puempel als Spieler der Grand Rapids Griffins (2018)

Stand: Ende der Saison 2024/25

### International
Vertrat Kanada bei:
- World U-17 Hockey Challenge 2010
- Ivan Hlinka Memorial Tournament 2010

(Legende zur Spielerstatistik: Sp oder GP = absolvierte Spiele; T oder G = erzielte Tore; V oder A = erzielte Assists; Pkt oder Pts = erzielte Scorerpunkte; SM oder PIM = erhaltene Strafminuten; +/− = Plus/Minus-Bilanz; PP = erzielte Überzahltore; SH = erzielte Unterzahltore; GW = erzielte Siegtore; 1 Play-downs/Relegation; Kursiv: Statistik nicht vollständig)